# Linia kolejowa Syców – Bukowa Śląska
Linia kolejowa Syców – Bukowa Śląska – zlikwidowana linia kolejowa, która rozpoczynała się na stacji Syców, w województwie dolnośląskim i kończyła się na stacji Bukowa Śląska, w województwie opolskim. Była to linia jednotorowa, o szerokości torów 1435 mm, niezelektryfikowana.

## Historia
- 25 października 1937 roku – otwarcie odcinka Bukowa Śląska – Pawłowice Namysłowskie[2],
- 1 marca 1939 roku – otwarcie odcinka Gołębice – Pawłowice Namysłowskie[3] (bądź 1 kwietnia 1940 roku[2]),
- 15 września 1941 roku – otwarcie odcinka Syców – Gołębice[2],
- 1 marca 1988 roku – wyłączenie linii z ruchu pasażerskiego i towarowego[3]; bądź we wrześniu tego samego roku – przyczyną było osunięcie się 100-metrowego fragmentu nasypu pomiędzy Sycowem a przystankiem Ślizów[2],
- 17 stycznia 1992 roku – decyzja o likwidacji linii i początek jej rozbiórki[2].